# كلارا هاغمان
كلارا هاغمان (ولدت في 9 يوليو 1991 في يفله، السويد) هي مغنية سويدية وعضوة سابقة في فرقة آس أوف بيس. بدأت بالأداء تحت اسم كلارا ماي منذ عام 2014.

## وصلات خارجية
- كلارا هاغمان على موقع ميوزك برينز (الإنجليزية)
- كلارا هاغمان على موقع ميوزك برينز (الإنجليزية)
- كلارا هاغمان على موقع أول ميوزيك (الإنجليزية)
- كلارا هاغمان على موقع ديسكوغز (الإنجليزية)

- Clara Mae's official website نسخة محفوظة 7 يوليو 2015 على موقع واي باك مشين.
- Clara’s and Julia’s short biography